# Argentina Open 2023
Argentina Open 2023 a fost un turneu de tenis masculin care s-a jucat pe terenuri cu zgură, în aer liber. A fost cea de-a 26-a ediție a turneului ATP Buenos Aires și a făcut  parte din seria ATP 250 din Circuitul ATP 2023. A avut loc la Buenos Aires, Argentina, în perioada 13–19 februarie 2023.

## Campioni

### Simplu
Pentru mai multe informații consultați Argentina Open 2023 – Simplu

### Dublu
Pentru mai multe informații consultați Argentina Open 2023 – Dublu

## Puncte & Premii în bani

### Distribuția punctelor
| Probă  | C   | F   | SF | QF | R16 | R32 | Q   | Q2  | Q1  |
| Simplu | 250 | 150 | 90 | 45 | 20  | 0   | 12  | 6   | 0   |
| Dublu* | 250 | 150 | 90 | 45 | 20  | 0   | N/A | N/A | N/A |

*per echipă

### Premii în bani
| Probă  | C       | F       | SF      | QF      | R16     | R32    | Q2     | Q1     |
| Simplu | $95,305 | $55,595 | $32,680 | $18,940 | $11,000 | $6,720 | $3,360 | $1,830 |
| Dublu* | $33,110 | $17,720 | $10,400 | $5,800  | $3,420  | N/A    | N/A    | N/A    |

*per echipă